# Судски јуан
Судски јуан (кин: 司法院) је највиши суд у Републици Кини (Тајвану).
Састоји се од петнаест судија. Предсједника и потпредсједника поставља предсједник Републике Кине између судија. Осам судија, укључујући предсједника и потпредсједника, имају четверогодишњи мандат, док преостале судије имају осмогодишњи мандат. 
Осим редовне судске надлежности, он је и уставносудски орган задужен да тумачи Устав и законе. Судски јуан надгледа све ниже судове: Врховни суд, високе судове, окружне судове, Управни суд и Комисију за дисциплинске санкције јавних функционера.
Основне надлежности Судског јуана су да:
- тумачи Устав и законе;
- опозива предсједника и потпредсједника Републике и забрањује рад странкама које крше Устав;
- суди у грађанским и кривичним предметима;
- суди у управним предметима;
- суди у предметима који се тичу дисциплинских мјера против јавних функционера;
- одлучује да ли одлуке локалних самоуправа противрјече Уставу и закону.